# Lhünzhub
Lhünzhub, Linzhou (tyb. ལྷུན་གྲུབ་རྫོང་, Wylie: lhun grub rdzong, ZWPY: Lhünzhub Zong; chiń. upr. 林周县; pinyin Dāngxión Xiàn) – powiat w centralnej części Tybetańskiego Regionu Autonomicznego, w prefekturze Lhasa. W 1999 roku powiat liczył 54 417 mieszkańców.